# フランソワ＝ルネ・モロー
フランソワ＝ルネ・モロー（François-René Moreaux、1807年1月3日 - 1860年10月25日）は、フランス生まれの画家である。1831年からブラジルで活動した。

## 略歴
フランス北部、アルデンヌ県のロクロワに生まれた。弟に画家になったルイ＝オーギュスト・モロー（Louis-Auguste Moreaux: 1817-1877）とレオン・モロー（Léon Charles-Florent Moreaux: 1815-1891）がいる。アルデンヌ県のメジエールの画家、ジャン＝バティスト・クーブレ（Jean Baptiste Couvelet: 1772-1830）に学んだ後、パリでアントワーヌ＝ジャン・グロに学んだ。
1838年に弟のルイ＝オーギュスト・モローとともにブラジルに渡り、ブラジルの北東部からて南部を旅し、リオデジャネイロに住むようになった。スタジオで美術教師として働き、挿絵画家としても働いた。1844年に現在、リオデジャネイロの帝国博物館（Museu Imperial de Petrópolis）に収蔵されている⁮歴史画、「独立宣言（A Proclamação da Independência）」でブラジルの独立を訴える初代ブラジル皇帝ペドロ1世と民衆を描いた。1856年にリオデジャネイロに工芸学校(Liceu de Artes e Ofícios)を設立し校長を務め絵を教えた。
イギリス出身の画家ジョージ・ヒートン（George Mathias Heaton）とオランダ出身の版画家エドゥアルド・レンスブルグ（Eduardo Rensburg）がリオデジャネイロに設立した出版社、Heaton & Rensburgと1857年にブラジル現代ギャラリー（Galeria Contemporânea Brasileira）も設立した。
1860年にリオデジャネイロで亡くなった。
画家としては歴史画もの他、ブラジルの有力者の肖像画も描いた。

## 作品

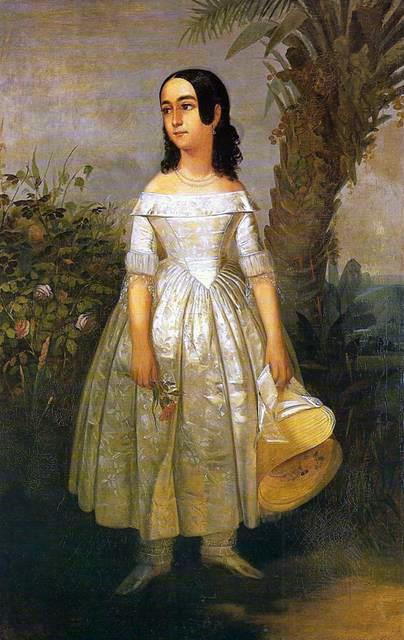
少女の肖像画 (1841) 国立美術館 (ブラジル)
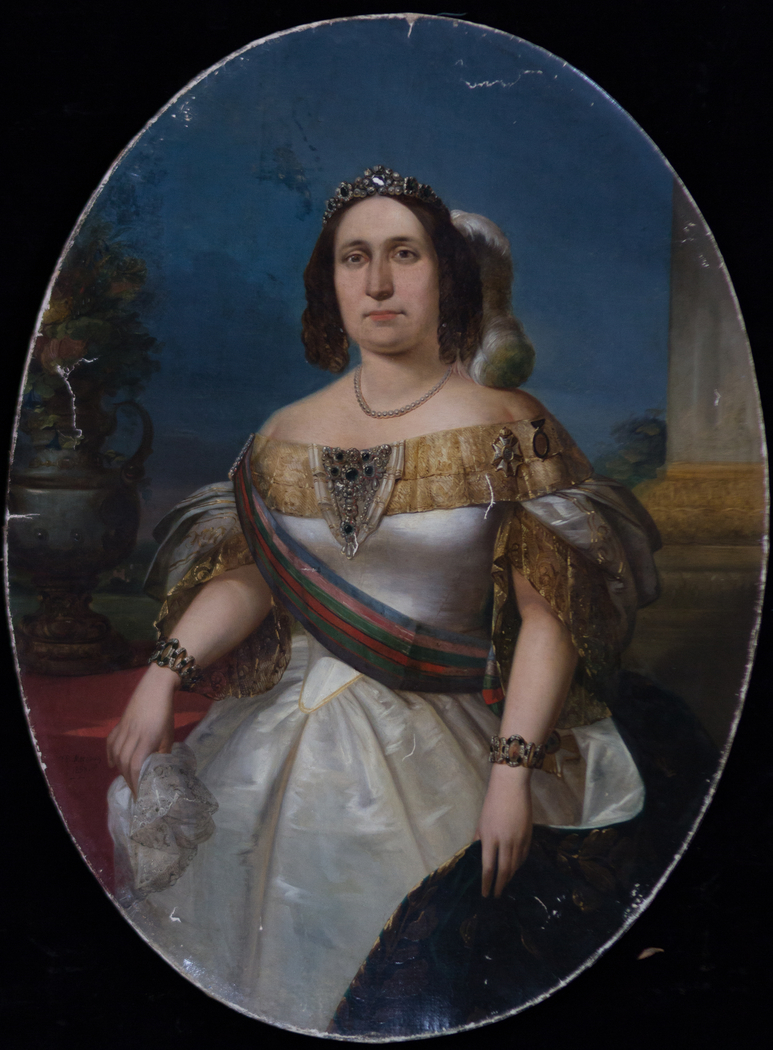
ブラジル皇后テレサ・クリスティナ (1858)
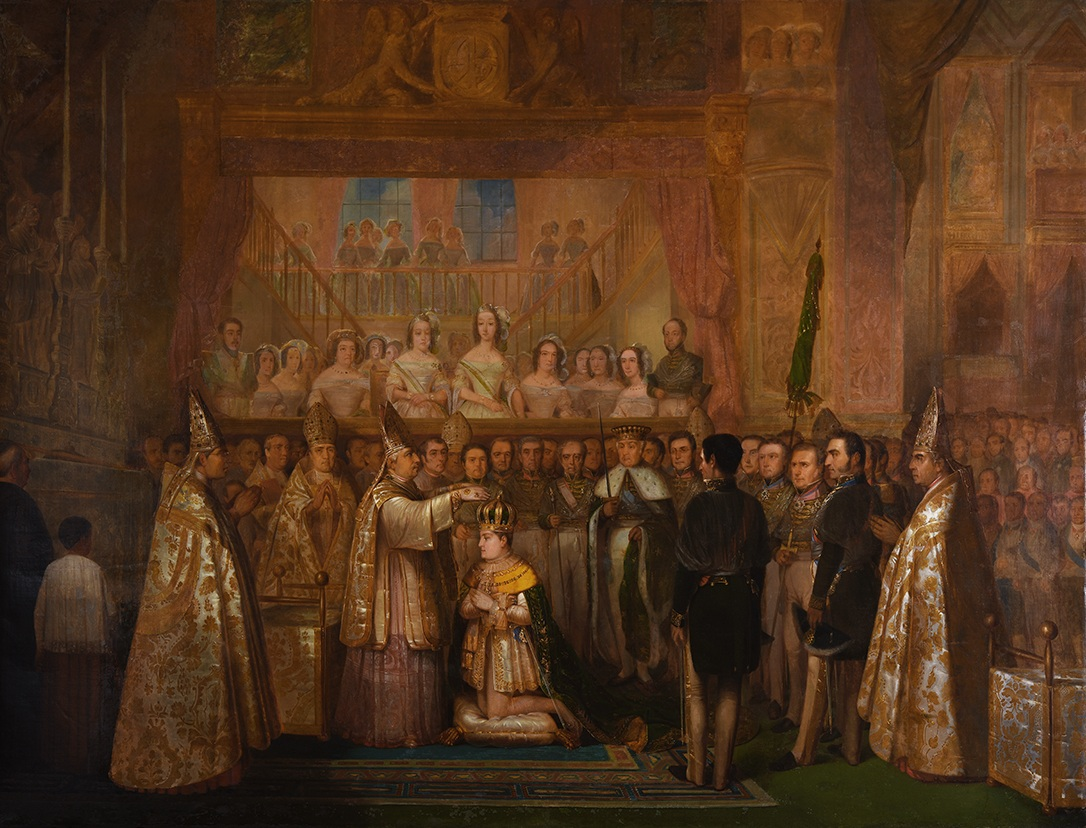
ペドロ2世の戴冠式 Imperial Museum of Brazil
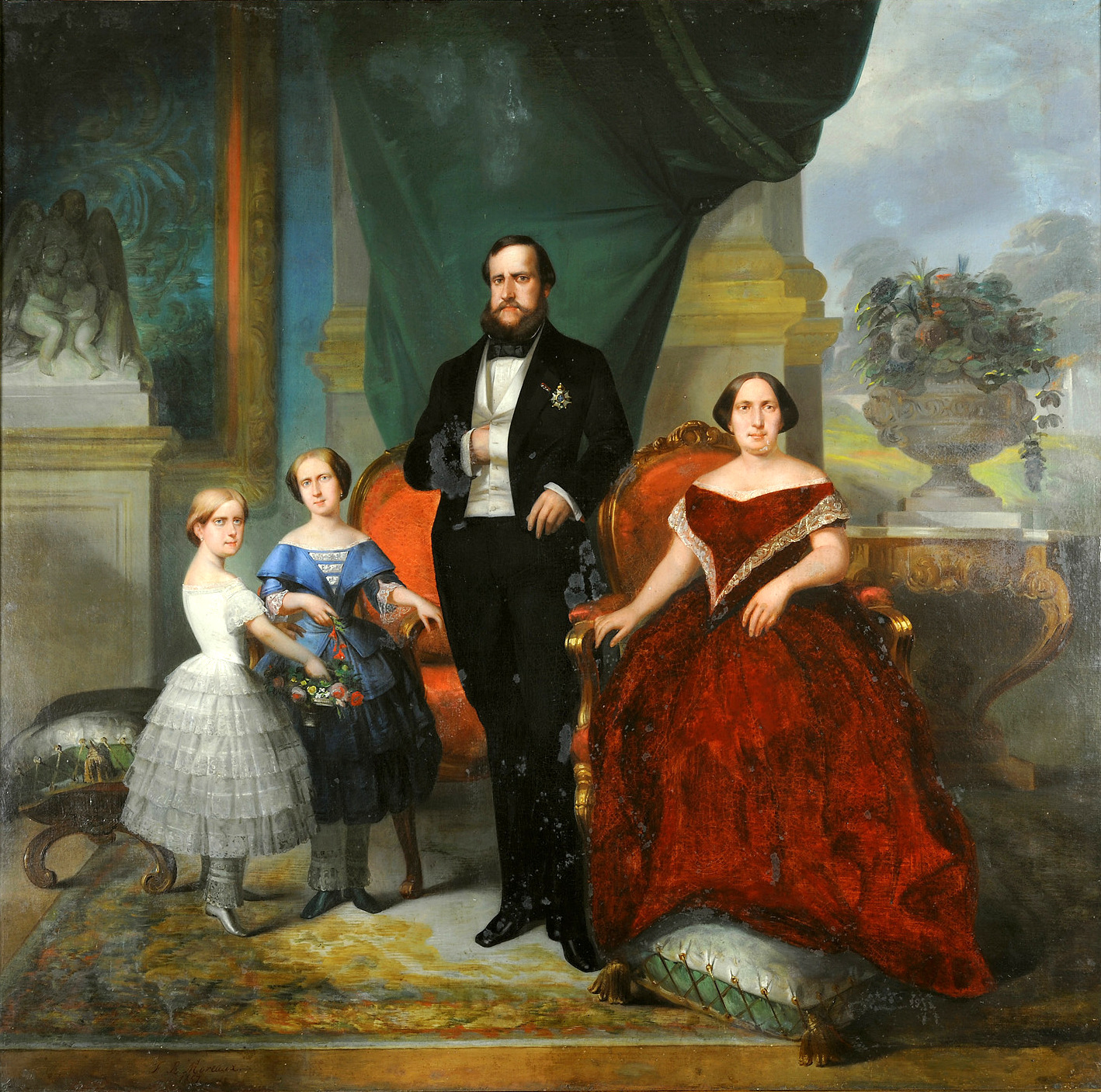
ペドロ2世と家族 Imperial Museum of Brazil